# Floyd Werle
Floyd Edwards Werle (Billings (Montana), 8 mei 1929 – Oakland (Californië), 19 juli 2010) was een Amerikaans componist, muziekpedagoog, dirigent en organist.

## Levensloop
Werle kreeg op 5-jarige leeftijd pianoles en op 8-jarige leeftijd ook klarinetles. Hij studeerde aan de Billings High School in zijn geboortestad en hij speelde in de Al Bedoo Shrine Temple Band. In 1947 ging hij aan de Universiteit van Michigan in Ann Arbor en speelde in de University of Michigan Band mee. Door de Korea-oorlog werd zijn studie onderbroken en hij werd lid van de toenmalige 695th Air Force Band, die nu als Band of the Malmstrom Air Force Base in Great Falls, Montana, bekend is. 
Col. George S. Howard, die de University of Michigan Band onder leiding van William D. Revelli hoorde in een uitvoering van een medley van liederen vanuit South Pacific, zorgde ervoor dat Werle in 1951 naar Washington, D.C. kwam. Daar had hij een uitstekende militaire kapel, de U.S. Air Force Band en symfonieorkest en de Singing Sergeants.  Voor de wekelijkse uitzendingen van Air Force radio was dit de eerste attractie. 
Na zijn pensionering uit de dienst van de U.S. Air Force Band in 1982 vertrok hij naar Springfield, Virginia. Sinds 1967 was hij Minister in Music van de Faith United Methodist Church in Rockville, Maryland. Hij was eredoctor van het Rocky Mountain College in Billings, Montana.
Hij verhuisde later naar Oakland in Californië, waar hij in 2010 op 81-jarige leeftijd overleed.

## Composities

### Werken voor orkest
- Wonder of Flight, voor groot symfonieorkest met antiphonale koperblazers en twee geluidsband-systemen
- Venite
- Exultemus for orchestra

### Werken voor harmonieorkest
- 1947 Red Lodge Creek Ramble-Opus 6 7/8
- 1948 M Rhapsody
- 1952 Al Bedoo Temple March
- 1960 Illi Attan (A National Dance of Afghanistan)
- 1970 Sinfonia Sacra (Symphony No. 1 for Winds), voor spreker, geluidsband, concertino groep (orgel, elektr. gitaar, elektr. bas, drumset) en harmonieorkest
  1. Coronation
  2. Aberyswyth
  3. Diadem
  4. De Profundis
- 1979 A Cohan Broadway Festival
  1. Give my regards to Broadway
  2. I'm a Yankee Doodle Dandy
  3. You're A Grand Old Flag
- 1981 A Celebration of Christmas
- 1981 Glider Pilots' Reunion March
- 1983 American Holiday
- 1987 The Golden Age of the Xylophone, voor xylofoon en harmonieorkest
- An Ellington Portrait
  1. It Don't Mean A Thing
  2. Sophisticated Lady
  3. Mood Indigo
  4. Azure
  5. I let A Song Go Out of My Heart
  6. Solitude
  7. Caravan
  8. In a Sentimental Mood
- Anthem & Scherzo, voor harmonieorkest
- Charlie Chaplain Band Portrait
- Cohan's Big Three, voor harmonieorkest en gemengd koor
- Concert Etude for band
- Concertino, voor trompet, trombone, tuba en harmonieorkest
  1. Fox Trot
  2. Lullaby
  3. Greek Dance
- Concerto No. 1, voor trompet en harmonieorkest
- Concerto No. 2, voor trompet en harmonieorkest 
  1. Con Brio
  2. Scherzo Brilliante
  3. Adagio Molto
  4. Giocoso
- Concerto No. 3, voor trompet en harmonieorkest 
  1. Mexicana
  2. Caribeana
  3. Brasiliana
- Divertimento
- Marches Blue and Grey
- Partita, voor saxofoonkwartet en harmonieorkest
- Rainbow Ripples, voor xylofoon solo en harmonieorkest
- Second Symphony for Winds, voor harmonieorkest, rock-combo, sopraan-, alt-, tenor-, bas-solo, spreker en orgel 
  1. Dixit
  2. Confitebor
  3. Beautus Vir
- The Pledge of Allegiance, voor harmonieorkest en gemengd koor - tekst: Francis Bellamy
- Walt Disney Band Showcase
- We Hold These Truths, voor spreker en harmonieorkest

### Gewijde muziek
- Aldersgate Prayer, voor gemengd koor
- At The Name Of Jesus, voor driestemmig jeugdkoor (SAB)
- From Heaven And Stars Descended, voor gemengd koor
- I Don't Care To Stay Here Long, voor gemengd koor
- I Will Call Unto God, voor gemengd koor
- O For A Thousand Tongues, voor gemengd koor
- Redemption, voor gemengd koor
- Rejoice, Rejoice, Believers, voor gemengd koor
- Son Of God, Eternal Savior, voor gemengd koor
- Sweet Baby Jesus, voor gemengd koor
- What Shall I Do My God To Love, voor gemengd koor

### Werken voor koor
- A Cross-Eyed Bear Named Gladly, voor gemengd koor
- Reverse Pater Noster, voor gemengd koor
- The Pledge of Allegiance, voor gemengd koor
- What Is Your Will?, voor gemengd koor

### Kamermuziek
- Divertimento for Eight Soloists